# أثير ناقل للضوء

الأثير الناقل للضوء: هي فرضية أن الأرض تتحرك في وسط من الأثير الذي يحمل الضوء.

في نهاية القرن التاسع عشر الميلادي، ظهر مصطلح الأثير الناقل للضوء (بالإنجليزية: luminiferous aether) للإشارة للأثير الذي كان من المفترض أن الضوء ينتشر من خلاله.
كان افتراض الأثير موضعًا للجدل عبر التاريخ، إذ يتطلب وجود مادة مطلقة خفية دون تفاعل مع أشياء مادية. ومع اكتشاف خواص الضوء في القرن التاسع عشر، أصبحت الخواص المادية للأثير متناقضة بتزايد. وأصبح وجود الأثير محل تساؤل، مع عدم وجود نظرية فيزيائية لتحل محله.
اقترحت النتيجة السلبية لتجربة مايكلسون مورلي (1887) أن الأثير لا وجود له، وهو ما أكدته التجارب لاحقًا في عشرينيات القرن الماضي. هذا يقود إلى عمل نظري ضخم لشرح الانتشار الضوئي دون الأثير. التقدم الرئيسي المفاجئ في المعرفة تمثل في النظرية النسبية، التي قد تفسر فشل التجربة في رؤية الأثير، لكنها تفسر على نطاق أوسع أنه غير ضروري بالأساس. كانت تجربة مايكلسون مورلي، إلى جانب إشعاع الجسم الأسود والتأثير الكهروضوئي، مفتاحًا لتطور الفيزياء الحديثة، وتتضمن نظريتي النسبية والكم، ما يوضح الطبيعة الجسيمية للضوء.

## تاريخ الضوء والأثير

### الموجة مقابل الجسيم
في القرن السابع عشر، أيد روبرت بويل فرضية الأثير. وفقًا لبويل، يتألف الأثير من جسيمات دقيقة، يفسر أحد أنواعها غياب الفراغ والتفاعل الميكانيكي بين الأجسام، ويفسر نوع آخر الظواهر المغناطيسية والجاذبية، التي يتعذر تفسيرها بمبدأ التفاعل الميكانيكي للأجسام الكبيرة، مع أنه لا يوجد شيء لملاحظته في الأثير القديم سوى جسيمات دقيقة للغاية، فنحن الآن في حاجة إلى افتراض وجود بخار مندفع يتحرك بين القطبين الشمالي والجنوبي.
في دراسة كريستن هيوجنز للضوء (1690)، افترض أن الضوء هو موجة تنتشر خلال الأثير. وافترض -وإسحاق نيوتن- أن الضوء موجات طولية، تنتشر مثل الصوت والموجات الميكانيكية في الموائع. تمتلك الموجات الطولية بالضرورة شكلًا واحدًا فقط لاتجاه الانتشار، بدلًا من وجود قطبين كما في الموجات المستعرضة. لذا لا تفسر الموجات الطولية الانكسار الثنائي، حيث ينكسر استقطابان للضوء على نحو مختلف عبر بلورة. لذلك رفض نيوتن الطبيعة الموجية للضوء، لأن ذلك يتطلب وجود وسط ينتشر في كل مكان في الفضاء، ما سيعطل حركة الكواكب والنجوم.
افترض نيوتن أن الضوء يتكون من جسيمات صغيرة، ما يفسر قدرة الضوء على السفر في خط مستقيم وانعكاسه عن الأسطح. افترض نيوتن أن جسيمات الضوء غير كروية، مع جوانب تؤدي إلى الانكسار الثنائي. لكن نظرية جسيمات الضوء لا تفسر انكسار الضوء أو انحرافه تفسيرًا مُرضيًا. لشرح انكسار الضوء، افترض نيوتن وجود وسط أثيري ينقل الاهتزازات أسرع من الضوء، الذي -عندما يتجاوزه الضوء- يسهل الانعكاس والانتقال، ما يسبب انكسار الضوء وانحرافه. افترض نيوتن أن ذلك يرتبط بالإشعاع الحراري.
على عكس المفهوم الحديث أن كل من الإشعاع الحراري والضوء هو إشعاع كهرومغناطيسي، أشار نيوتن إلى أن الحرارة والضوء ظاهرتان مختلفتان. اعتقد نيوتن بوجود اهتزازات حرارية عند سقوط شعاع من الضوء على سطح أي جسم شفاف. وكتب: لا أعلم ما هو الأثير، لكن إذا كان يتألف من جسيمات، فلا بد أن تكون أصغر كثيرًا من جزيئات الهواء وحتى من جسيمات الضوء. يؤدي صغر هذه الجسيمات إلى زيادة قوة انحسارها، ومن ثم يصبح الوسط أكثر ندرة ومرونة من الهواء، ومن ثم أقل قدرةً على مقاومة حركة المقذوفات، وعلى الضغط على الأجسام، إذ تحاول أن تمدد نفسها.

### اقتراح برادلي حول الجسيمات
سنة 1720، أجرى جيمس برادلي سلسة من التجارب لمحاولة قياس اختلاف المنظور النجمي بواسطة أخذ قياسات للنجوم في فترات زمنية مختلفة من السنة. مع دوران الأرض حول الشمس، تتغير الزاوية الظاهرة إلى بقعة بعيدة. بواسطة قياس هذه الزوايا، يمكن حساب بعد النجم استنادًا إلى المدار المعروف للأرض حول الشمس. وقد فشل في اكتشاف أي اختلاف منظور، وبهذا وضع حدًا أدنى للمسافة إلى النجوم.
أدت هذه التجارب إلى اكتشاف آخر، إذ تغيرت المواضع الواضحة للنجوم على مدار العام، لكن ليس كالمتوقع. فبدلًا من زيادة الزاوية الظاهرة عندما كانت الأرض على طرفي مدارها مقارنةً بالنجم، ازدادت الزاوية بزيادة السرعة الجانبية للأرض مقارنةً بالنجم. وهو التأثير المعروف بالانحراف النجمي.
شرح برادلي هذا التأثير في سياق نظرية نيوتن الجسمية للضوء، بإظهار أن ذلك الانحراف الزاوي مصدره قوة موجهة بسيطة في سرعة مدار الأرض وسرعة الجسيمات الضوئية، تسقط فقط باتجاه عمودي كقطرات المطر، تضرب جسمًا متحركًا بزاوية. وبمعرفة سرعة الأرض والانحراف الزاوي، يمكن تقدير سرعة الضوء.
لكن تفسير الانحراف النجمي في سياق نظرية الأثير كان أكثر تناقضًا. نظرًا إلى أن الانحراف يعتمد على السرعة النسبية، وأن السرعة المُقاسة تعتمد على حركة الأرض، يجب أن يظل الأثير ثابتًا مقارنةً بالنجم مع حركة الأرض. هذا يعني أن الأرض تتحرك خلال الأثير، وهو وسط مادي، دون أي تأثير ظاهر، ما أدى إلى رفض نيوتن لنموذج الموجة.

### انتصار نظرية الموجة
أعاد توماس يونغ وأوغستان-جان فرينل النظرية الموجية للضوء، عندما أشارا إلى أن الضوء قد يكون موجة مستعرضة بدلًا من موجة طولية، إذ قد يفسر استقطاب موجة مستعرضة الانكسار المزدوج. وبعد سلسلة من التجارب على انكسار الضوء، استُبعد نموذج نيوتن حول جسيمات الضوء. افترض الفيزيائيون أن موجات الضوء -مثل الموجات الميكانيكية- تتطلب وسطًا لانتشارها، ما يدعم فكرة هيوجنز حول انتشار الأثير في الفضاء.
لكن الموجة المستعرضة تتطلب أن يسلك وسط الانتشار سلوك المادة الصلبة، وليس الغازات أو السوائل، ما جعل من الغريب افتراض وجود مادة صلبة لا تتفاعل مع المواد الأخرى. اقترح أوغستين لوي كوشي وجود (سحب) أو (تحلل)، لكن هذا يجعل قياس الانحراف عسير التفسير. اقترح أيضًا أن عدم وجود موجات طولية يقترح أن الأثير ذو انضغاطية سلبية. أشار جورج غرين إلى أن مثل هذه السوائل قد تكون غير مستقرة. لكن جورج غابريل ستوكس هو الذي توصل إلى تفسير (التحلل)، إذ طور نموذجًا يفترض أن الأثير صلب في الترددات العالية جدًا ومائع في السرعة منخفضة. وبهذا تتحرك الأرض خلاله بحرية، وفي الوقت ذاته يكون صلبًا كفاية لدعم الضوء.

### الكهرومغناطيسية
سنة 1856، قاس فلهيلم إدوارد فيبر وكولروش القيمة العددية للنسبة بين الوحدة الكهرو-إستاتيكية المشحونة وشحنة الوحدة الكهرومغناطيسية. وقد وجدا أن النسبة تساوي ناتج سرعة الضوء والجذر التربيعي لاثنين. كتب غوستاف كيرشوف ورقة أوضح فيها أن سرعة الإشارة على طول السلك الكهربي تساوي سرعة الضوء، وهو أول رابط تاريخي بين سرعة الضوء وظاهرة الكهرومغناطيسية.
بدأ جيمس كلارك ماكسويل العمل على خطوط قوة مايكل فارداي. في ورقة صدرت عام 1861، نمذج خطوط للقوة المغناطيسية باستخدام بحر من الدوامات الجزيئية، التي اعتبرها مصنوعة جزئيًا من الأثير ومن مواد عادية، استنتج تعبيرات ثبات العازل الكهربي والنفاذية المغناطيسية للمرونة المستعرضة وكثافة الوسط المرن، ثم عدل نسبة ثابت العازل الكهربي إلى النفاذية المغناطيسية، في تعديل لنسخة فيبر وكولروش، واستبدل هذه النتيجة في معادلة نيوتن لسرعة الصوت. وبالحصول على قيمة مقاربة لسرعة الضوء، استنتج ماكسويل أن الضوء يتكون من تموجات في نفس الوسط الذي يسبب الظواهر الكهربية والمغناطيسية.
عبّر ماكسويل عن بعض الشكوك المحيطة بالطبيعة الدقيقة للدوامة الجزيئية، لذلك بدأ مشروع ديناميكي بحت لبحث المشكلة. وكتب ورقة أخرى بعنوان (النظرية الديناميكية للمجال الكهرومغناطيسي)، حيث كانت تفاصيل الوسط الناقل الضوء أقل وضوحًا. ومع أن ماكسويل لم يذكر حركة بحر الدوامات الجزيئية، فقد نقل اشتقاقه من قانون أمبير في ورقة عام 1861، واستخدم نهج ديناميكي يتضمن الحركة الدورانية داخل المجال الكهرومغناطيسي المرتبط بحركة دولاب الموازنة.

## وصلات خارجية
- The Aether of Space - Lord Rayleigh's address
- ScienceWeek THEORETICAL PHYSICS: ON THE AETHER AND BROKEN SYMMETRY